# 克里斯塔普斯·揚尼切諾克斯
克里斯塔普斯·揚尼切諾克斯（1983年3月14日—），拉脫維亞籃球運動員，現在效力於拉脫維亞球隊BK Ventspils。他也代表拉脫維亞國家男子籃球隊參賽。